# Бразильське джіу-джитсу

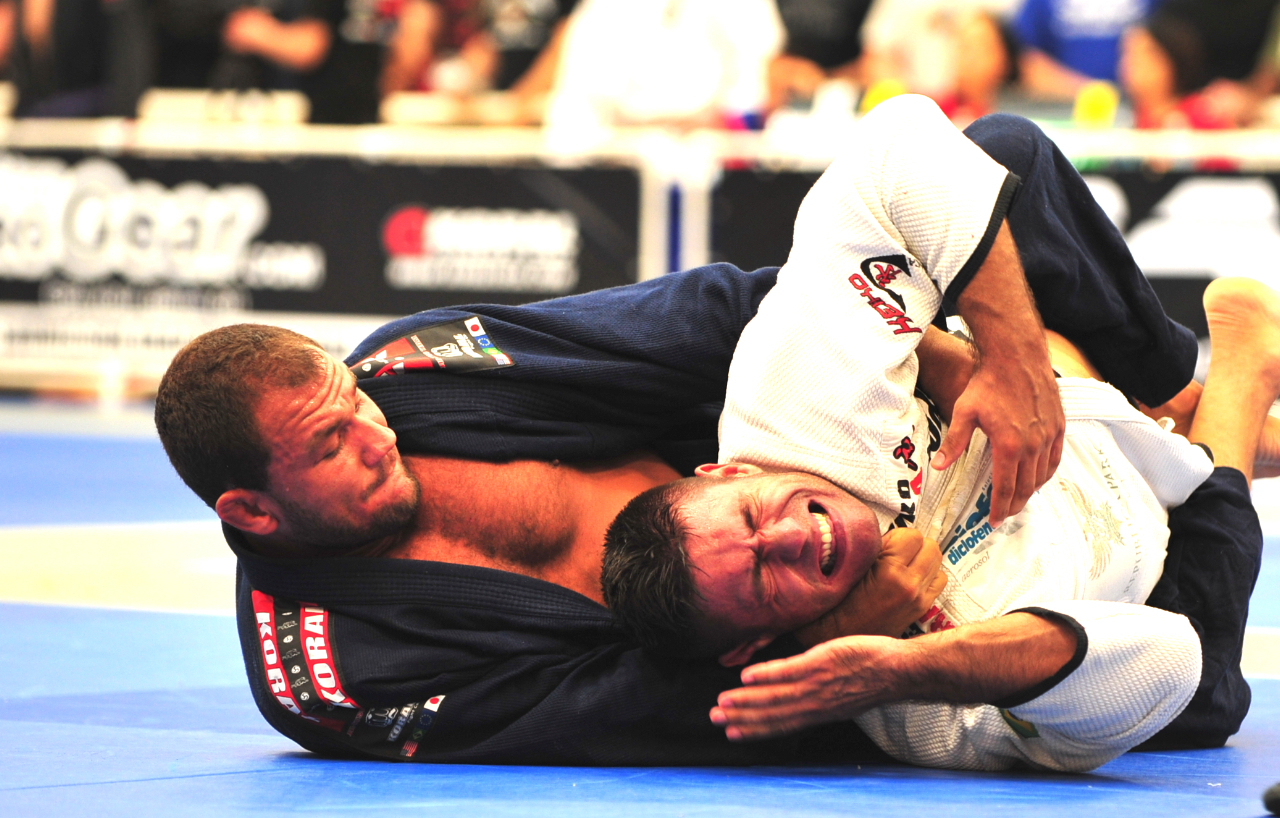
Бразильське джиу-джитсу в дії: борець у синьому ґі застосовує удушення зі спини(Back Control)

Бразильське джиу-джитсу (поширене скорочення — БДД, порт. jiu-jitsu brasileiro, яп. ブラジリアン柔術, бурадзіріан дзюдзюцу) — бойове мистецтво та система самозахисту, що сфокусована на боротьбі, особливо, в партері. Це бойове мистецтво походить від японського бойового мистецтва Кодокан дзюдо. Бразильське джиу-джитсу було створено на початку XX століття вихідцями з клану Ґрейсі: Еліу Ґрейсі та Карлушом Ґрейсі
Бразильське джиу-джитсу навчає, що менша, слабша людина може успішно захищатися та перемагати більшого та міцнішого супротивника, застосовуючи фізичні принципи та правильну бойову техніку — сабмішини. Техніка БДД використовується на спортивних змаганнях з боротьби (в ґі та без ґі), змішаних бойових мистецтвах та для самозахисту. Головну роль у тренуваннях відіграє спаринг (в БДД також зветься ролінг) та тренування у парі з партнером. БДД має власну систему поясів/рангів.